# Когнати (лінгвістика)
Когна́ти (лат. cognati букв. «родинні») — у  лінгвістиці під когнатом розуміються однокореневі слова, що мають спільне походження і схоже звучання у двох і більше самостійних мовах. При цьому семантична схожість когнатів зазвичай варіює і повністю не збігається, а тому когнати поділяються на повні (меншість) і часткові (більшість). Когнати виникають в процесі історичної взаємодії двох і більше мов. У разі неспоріднених мов (російська та молдавська/румунська, французька та  англійська) когнати з'являються в результаті мовних запозичень, у близько споріднених мовах когнати часто є мовними дублетами. Вивченням когнатів займаються етимологія та семантика, а також порівняльне мовознавство. Бувають також псевдокогнати — слова, що мають схожі звучання і значення, але різне походження.

## Етимологія
У лінгвістику, переважно західну, поняття когнатів для позначення подібних мовних явищ було введено відносно недавно — у ХХ столітті. У римському праві когнатом позначаються особи, які перебувають в юридично визнаній кровній спорідненості по жіночій лінії, а також кровні родичі в цілому. В епоху пізньої Римської імперії когнати часто включалися в число спадкоємців разом з так званими агнатами. Від лат. cognati походить сучасне іспанське слово cuñado ("шурин, дівер, зять, приятель) і молдавське слово «кумнат» з тим самим значенням.

## Когнати в неспоріднених мовах
Вживання письмової та усної церковнослов'янської мови як мови богослужіння і листування в середньовічних придунайських князівствах (Валахія, Молдова, Трансільванія) призвело до масових запозичень із старослов'янської мови в мови місцевого романського населення. Слов'янські запозичення в румунській мові мають в основному південнослов'янське (болгарське) походження, але мають свої когнати і в російській мові, оскільки вона близько споріднена з болгарською. До цілих пластів слов'янських запозичень пізніше додалися і русизми, помітні в молдавській мові. Порівн. рум.-молд.: «да» (da) і рос. «Да», «юбі» (iubi) і «любити», «читі» (citi) і «читати», «драг» (drag) і «дорогий» та ін.
Панування латинської, англо-норманської і англо-французької мов у середньовічній Англії 11–13 століть привело до формування значного шару когнатів у сучасній англійській (германській за походженням) і романській французькій, а також інших романських мовах, створивши «лексичну ілюзію» спорідненості цих мов з англійською. Порівн. англ. pay і фр. payer «платити», англ. city і фр. cité «місто», англ. stay і ісп. estar «перебувати», «зупинятися». Тим не менш, романські запозичення в англійській мові рідко є повними когнатами. Той же англ. city «мегаполіс», «діловий центр» відрізняється від фр. cité «містечко», «селище». Більш того, діапазон значень одного і того ж слова як правило ширший в мові-джерелі, ніж у мові-одержувачі. Наприклад, у французькій мові слово important(е) вживається і в якісному («важливий, високопоставлений» — про людину), і в кількісному значенні (великий, значний — про суму грошей), а в англійській мові запозичене слово important — лише в якісному значенні.